# Dead Meat
Pour plus de détails, voir Fiche technique et Distribution.
Dead Meat  est un film d'horreur irlandais écrit et réalisé par Conor McMahon en 2004.

## Synopsis
Dans la campagne irlandaise, un mal étrange frappe les vaches qui deviennent peu à peu carnivores, au point de s'attaquer aux humains pour assouvir leur faim. 
Martin et Helena, qui se promènent en voiture dans la campagne, ne peuvent éviter un homme qui erre sur la route. Le jeune couple ne peut que constater son décès. Ils décident alors de mettre le corps dans leur voiture pour l'emmener dans le village le plus proche. Mais à l'instant où Martin met en marche la voiture, l'homme se jette sur lui et le mord à la gorge. Une fois le zombie maîtrisé, ils  partent chercher des secours mais Martin, pris d'un malaise, est obligé de rester près de la voiture.
Helena s'aventure alors dans la campagne peuplée de zombies, où elle va rencontrer Desmond, qui l'aidera à chercher des secours. Durant leur périple, ils rencontrent Lisa, une jeune fille, puis Cathal et Francie qui possèdent une voiture.

## Distribution
- Marian Araujo : Helena
- David Ryan : Martin
- David Muyllaert : Desmond
- Kathryn Toolan : Lisa
- Eoin Whelan : Cathal Cheunt
- Amy Redmond : Francie
- Jacob O'Reiley : Curtis Cheunt

## Caractéristiques des zombies
- Ils marchent normalement.
- Ils dorment une partie de la nuit et plus surprenant, ils dorment debout.
- Ils ne parlent pas et ne sont pas très intelligents.
- Ils semblent posséder une grande force physique, c'est-à-dire avoir plus de force que lorsqu'ils étaient vivants (ex: lorsque Martin soulève puis lance Helena d'une seule main).
- Il faut leur fracasser le crâne ou leur couper la tête pour s'en débarrasser.